# 麻雀マスターズ
麻雀マスターズ（まーじゃんマスターズ）は、（株）JPMLが主催、日本プロ麻雀連盟が大会運営、龍龍と日本プロ麻雀連盟チャンネルの協力で開催している麻雀のタイトル戦である。

## 概要
1992年から開始され、毎年4月に行なわれる。プロだけでなくアマチュアも参加できるプロアマオープン戦となっている。また、プロ連盟では珍しく一発・裏ドラ・カンドラあり、途中流局なしの連盟Bルールを採用していたが、2017年からWRCルールにルール名が変わっている。（順位点は5000-15000点）
全国の一般予選とプロ予選を勝ちあがった選手は本戦を2日間行い、トーナメント形式で8名までに絞られる。（前年のマスターズ優勝者はベスト16から出場）準決勝は半荘3回戦で行い、各卓のトータル上位2名が決勝へと進出し、翌日の決勝戦は半荘5回戦で行い優勝を争う。優勝者にはトロフィーが授与される他、優勝賞金として130万円が授与される。なおこの対局は準決勝からニコニコ生放送などで中継される。

## 歴代優勝者
- 第1期 海谷善之
- 第2期 海谷善之 ※史上初の連覇
- 第3期 室生述成
- 第4期 塩沢正清
- 第5期 原浩明(現:麻将連合)
- 第6期 河野高志 ※当時アマチュア（現:RMU）
- 第7期 河野高志
- 第8期 来賀友志
- 第9期 山崎由江 ※女流プロ
- 第10期 水巻渉(最高位戦日本プロ麻雀協会)
- 第11期 野吹敬三
- 第12期 荒正義
- 第13期 岩井健太
- 第14期 今里邦彦
- 第15期 阿部孝則※(現RMU)
- 第16期 沢崎誠
- 第17期 猿川真寿
- 第18期 牧野卓人
- 第19期 樋口新
- 第20期 奈良圭純
- 第21期 石井一馬(最高位戦日本プロ麻雀協会)
- 第22期 小車祥
- 第23期 西島一彦
- 第24期 白鳥翔
- 第25期 白鳥翔
- 第26期 佐月麻理子(日本プロ麻雀協会) ※女流プロ
- 第27期 沢崎誠
- 第28期 真光祐尚
- 第29期 福田大志(最高位戦日本プロ麻雀協会)（新型コロナウイルス感染拡大懸念のため中止[3]の後、翌2021年に延期となった）
- 第30期 奈良圭純
- 第31期 浅井裕介(最高位戦日本プロ麻雀協会)
- 第32期 本田朋広(TEAM雷電)
- 第33期 吉田幸雄